# Pobre diabla
Pobre diabla (trad.: Pobre Diaba) é uma telenovela mexicana produzida por Fides Velasco e exibida pela Azteca entre 20 de julho de 2009 e 16 de abril de 2010. 
Foi protagonizada por Alejandra Lazcano e Cristóbal Lander e antagonizada por Claudia Álvarez, Rafael Sánchez-Navarro e Hector Arredondo.

## Sinopse
Daniela Montenegro e Santiago Rodríguez Fontaner se apaixonam desde seu primeiro encontro. Ela é uma formosa jovem, rebelde e lutadora, criada em um dos bairros mais pobres da cidade. Ele é filho de milionarios, um jovem empreendedor, com um brilhante futuro no mundo dos negócios. A sombra de um passado trágico apaga seu futuro. Vinte anos antes, levado pela loucura de um amor não correspondido, Horacio, o pai de Santiago, assassinou a mãe de Daniela, esposa de seu sócio e amigo Diego Montenegro. Daniela e Santiago lutarão pelo amor que se tem e mais difícil ainda, por reconciliar o passado e a cruel verdade que enfrentam. 

## Elenco
- Alejandra Lazcano - Daniela Montenegro "La Diabla"
- Cristóbal Lander - Santiago Rodriguez
- Claudia Álvarez - Sandra Ortigosa "Santa"
- Rafael Sánchez Navarro - Horacio Rodríguez
- Alejandro Patron- Daniel Santos
- Gabriela Roel - Carmen
- Héctor Arredondo - Luciano Enriquez
- Gina Morett - Otilia Camacho
- Gaston Melo - Pepino
- Elvira Monsell - Micaela
- Leonardo Daniel - Diego Montenegro
- Armando Torrea - Antonio "Tony" Rodríguez
- Pía Watson - Karina Rodríguez
- Carla Carrillo - María Angélica "Pelusa" Soto
- María José Magán - Adriana
- René Campero - Carmelo
- Alejandra Maldonado - Rebeca
- Javier Díaz Dueñas - Padre Vicente "Chente" Rocha
- María Rebeca - Yadira Soto
- Abel Fernando - Fermín
- Hugo Catalán - Oscar
- Juan Carlos Martín del Campo - Agustín
- Wendy de los Cobos - Luisa
- Alan Ciangheroti - Jesús Camacho "Chuy"
- Ana Gaby - Cuquita
- José Eduardo - Chebo
- Mauricio Ajas Ham - Ángel
- Karen Sentíes - Chimirra
- Francisco Barcala - Dr. Valdespino

## Outras Versões
"Pobre diabla" é um remake da telenovela La gata, que por sua vez originou outras novelas.
- La fiera, produzida em 1983 e protagonizada por Victoria Ruffo e Guillermo Capetillo.
- Cara sucia produzida pela Venevision em 1993, com Sonya Smith e Guillermo Davila.
- Sueño de amor, produzida por José Rendón em 1993 e protagonizada por Angélica Rivera e Omar Fierro.
- Muñeca de trapo, produzida pela Venevision em 2000, escrita por Rodolfo Boyadjian e protagonizada por Adrian Delgado e Karina Orozco.
- Por un beso, produzida pela Televisa em 2000 e protagonizada por Natalia Esperón e Victor Noriega.
- Seus Olhos, versão brasileira produzida pelo SBT em 2004, com Carla Regina, Petrônio Gontijo, Juan Alba e Thierry Figueira.
- La gata, versão produzida pela Televisa em 2014 e protagonizada por Maite Perroni e Daniel Arenas.